# Eupithecia fulcrata
Eupithecia fulcrata là một loài bướm đêm trong họ Geometridae.